# 703
703(칠백삼)은 702보다 크고 704보다 작은 자연수다.

## 수학
- 합성수로, 그 약수는 1, 19, 37, 703이다. 진약수의 합은 57이므로, 703은 부족수다.
  - 213번째 반소수다. 앞의 반소수는 699, 다음 반소수는 706이다.
- 7번째 카프리카 수다. 앞의 카프리카 수는 297, 다음은 999다.

{\displaystyle 703^{2}=494209}이며, {\displaystyle 494+209=703}이므로 703은 카프리카 수다.
- 37번째 삼각수다. 앞의 삼각수는 666, 다음은 741이다.

## 과학
- NGC 703(영어판): 안드로메다자리 방향에 있는 렌즈형은하.

## 교통

### 항공
- 사라토프 항공 703편 추락 사고

### 도로
- 703번 지방도: 전북특별자치도 부안군 위도면을 관통하는 대한민국의 지방도.
- 현도 제703호선

## 군사
- 703 해군 항공대(영어판): 영국의 해군 항공대.
- U-703(영어판): 제2차 세계 대전에 사용된 독일의 군용 잠수함.

## 문화유산
- 대한민국의 보물 제703호: 장승법수

## 기타
- 날짜: 7월 3일
- 연도: 703년, 기원전 703년
- 인명 ‘나오미(なおみ)’의 숫자 고로아와세.